# سنت-ادویج، کبک
سنت-ادویج (به فرانسوی: Sainte-Hedwidge) شهری در منطقه شهری لو دومن-دو-روآ ناحیه سگونه-لاک-سن-ژان در استان کبک کانادا است. در سرشماری سال ۲۰۱۱ این شهر ۷۸۷ نفر جمعیت داشته‌است و مساحت آن ۴۶۹٫۰۷ کیلومتر مربع است.